# Jacinta Maria de Santana
Jacinta Maria de Santana (c. 1870 – São Paulo, 26 de novembro de 1900) foi uma mulher negra brasileira. Após sua morte, seu corpo foi embalsamado pelo médico legista Amâncio de Carvalho e depois usado como material de ensino na Faculdade de Direito de São Paulo, antes da vinculação desta Faculdade com a Universidade de São Paulo (USP), onde ficou exposto por quase trinta anos.
Na faculdade, ficou sobretudo conhecida pelos trotes estudantis que sofreu e nos quais foi utilizada, sendo conhecida entre os alunos como Raimunda e Benedita. No caso mais relembrado, a múmia foi retirada da caixa de vidro em que ficava exposta e atirada pela janela da sala de aula em que ficava por alguns estudantes. Após o falecimento de Amâncio de Carvalho, em 1928, o diretor da Faculdade autorizou o pedido de Emília Carvalho (viúva de Amâncio) de realizar o sepultamento de "Raimunda". O evento público ocorreu no ano seguinte, na Necrópole São Paulo, e reuniu alguns integrantes da comunidade negra de São Paulo e alguns representantes de veículos de comunicação. Contudo, atualmente, não se sabe o paradeiro do corpo embalsamado e seu nome não consta nos registros do Cemitério São Paulo, que estão no Arquivo Histórico Municipal de São Paulo.
O caso teve grande repercussão em abril de 2021, após a publicação de uma reportagem do site Ponte Jornalismo intitulada Como a principal faculdade de direito do país violou o corpo de uma mulher negra por 30 anos, que trazia dados de uma pesquisa de mestrado em andamento. Em resposta, o diretor da Faculdade de Direito da USP (FDUSP) assumiu o erro da instituição e apontou a permanência do racismo na sociedade atual. No mês seguinte, ele constituiu uma comissão para apurar os fatos, que, no ano seguinte, apresentou parecer isentando Amâncio e a Universidade de qualquer culpa.
À época da publicação, houve manifestações dos estudantes de direito da FDUSP contra homenagens já concedidas a Amâncio de Carvalho. Alguns buscaram a renomeação da sala Amâncio de Carvalho, onde a múmia Raimunda ficou exposta por quase 30 anos. Em uma intervenção política na Vila Mariana, na cidade de São Paulo, outros alunos colaram nomes de personalidades negras em placas de rua que homenageiam pessoas com histórico racista e eugenista. Nessa ocasião a rua Doutor Amâncio de Carvalho foi renomeada simbolicamente como "rua Jacinta Maria de Santana".

## Morte e embalsamamento
A história documentada de Jacinta inicia com sua morte. Jacinta Maria de Santana era uma mulher pobre e sem ocupação fixa que costumava caminhar pelo centro da cidade de São Paulo. Segundo o médico legista Amâncio de Carvalho, que a embalsamou, teria cerca de 30 anos, sendo "hóspede habitual da Polícia, por sua desmedida intemperança". Encontrava-se "toda infiltrada, particularmente no ventre, onde havia derrame peritoneal", estando para ser recolhida na Santa Casa de Misericórdia com o diagnóstico de lesão cardíaca, quando, pelas 10 horas da manhã de 26 de novembro de 1900, morreu no carro que a transportava. Algumas fontes indicam que passou mal e desmaiou no passeio público no início da rua Dutra Rodrigues, a 700 metros da Estação da Luz, vindo a morrer no caminho para o hospital da Santa Casa de Misericórdia, no distrito de Consolação. As autoridades foram comunicadas e dois oficiais foram ao local: Marcondes Machado, médico legista da Polícia Civil, e Pinheiro Prado, delegado da 1.ª Circunscrição. Segundo o legista Marcondes Machado, a causa da morte foi "lesão cardíaca".

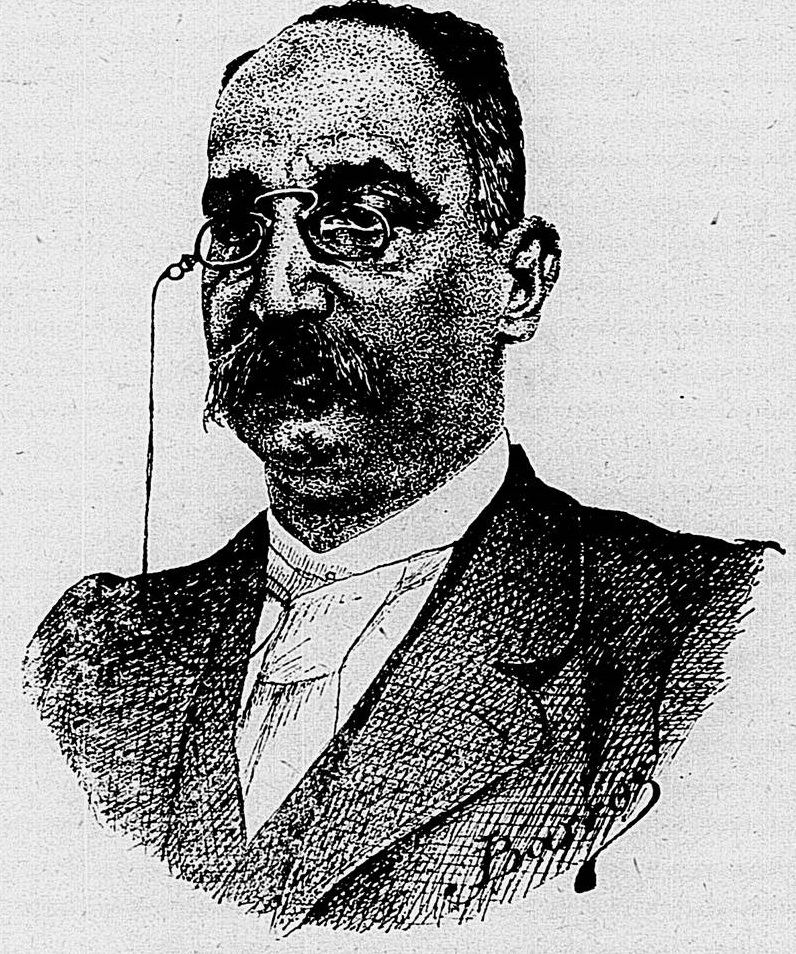
O médico legista Amâncio de Carvalho, embalsamador de Jacinta

Às 12 horas do mesmo dia, o corpo foi entregue, a seu pedido, a Amâncio de Carvalho, que inaugurara, em 1891, a nova cadeira de medicina legal da Faculdade de Direito do Largo São Francisco, considerado, à época, um dos mais competentes do país. Carvalho solicitara o cadáver para nele experimentar um novo método de embalsamamento, e posteriormente usá-lo para estudos na sala de aula. Anos antes, em agosto de 1896, Carvalho havia embalsamado com sucesso o cadáver de uma criança, que ficou 30 dias exposto na sala dos médicos da Polícia Central, sem se decompor. Carvalho usava o mesmo processo de embalsamamento de Dubois e Lacassagne, de injeções intersticiais de álcool metílico, que considerava especialmente interessante, por ser pouco intrusivo, sendo o primeiro a praticar o embalsamamento de um cadáver no Brasil. Carvalho aperfeiçoara esse método, despertando grande curiosidade e reconhecimento, sendo comparado ao usado pelos antigos egípcios.
Em 1.º de dezembro de 1901, concluído o embalsamamento, o corpo envernizado de Jacinta foi temporariamente exposto na vitrine da Charutaria do Commercio, na rua Quinze de Novembro, entre a rua do Tesouro e a rua Direita, antes de ser levado para sua sala de aulas na Faculdade de Direito, suscitando grande curiosidade e aglomerações de transeuntes em frente ao estabelecimento. Segundo a historiadora Lívia Maria Tiede, nas palavras do jornalista, político e abolicionista Xavier da Silveira, a exposição provocou "os mais disparados comentários" entre os transeuntes, despertando um sentimento de compaixão. Xavier da Silveira qualificou a exposição de tentativa de criar um imaginário monstruoso para assustar crianças, acusando Carvalho de charlatanismo, vilipêndio e autopromoção. Em resposta, Carvalho teria afirmado que exibi-la era um "serviço à pátria", pois "a experiência viabilizaria descobertas maravilhosas, e o embalsamamento de figuras ilustres nacionais".
Alguns dias depois, a múmia foi levada à Faculdade de Direito, onde permaneceria por três décadas. Amâncio a mantinha trancada num expositor velado, com tampa de vidro, pendurada pelo couro cabeludo, à esquerda de sua mesa na Sala 7 e do lado oposto a um esqueleto, onde os estudantes do quinto ano assistiam às aulas de medicina legal. Segundo algumas descrições de estudantes, o corpo exalava mau cheiro e tinha uma aparência pegajosa, chegando a causar enxaqueca entre os alunos que se sentavam nas filas mais próximas ao local onde a múmia ficava exposta na sala de aula de Amâncio, enquanto outras referem que rescendia a canela.
A mumificação de Jacinta seria um dos motivos pelos quais Amâncio de Carvalho ficaria célebre, sobretudo entre os seus alunos. Quando morreu, em 17 de julho de 1928, entre os casos curiosos da sua vida profissional relatados nos elogios fúnebres que saíram na imprensa, contava-se o da "célebre múmia que o distinto médico obtivera por processo seu e ainda não divulgado", usada para explicações em aula de lições de medicina legal aos alunos do quinto ano, descrevendo-se também a ocasião em que fora roubada por alunos da faculdade.

## Vilipêndios ao corpo embalsamado
No meio estudantil, as chacotas e os vilipêndios proliferaram, em particular na década de 1900, tendo posteriormente a múmia caído no esquecimento com o passar dos anos, só sendo lembrada nas horas de aula. Os estudantes apelidaram-na de Raimunda, sendo também conhecida por Benedita. A edição de O Estado, de Florianópolis, de 22 de abril de 1929, refere que muitos trotes estudantis foram feitos com o cadáver na Faculdade de Direito de São Paulo. Dentre eles, noticiou-se, no texto, um episódio em que um jornalista, de olhos vendados, foi obrigado a beijar a múmia Raimunda. Na edição de 7 de junho de 1929 do jornal O Diário Nacional, periódico paulistano, foram relatadas outras "troças" que os estudantes da Faculdade de Direito de São Paulo (antes de ser parte da USP) realizaram utilizando a múmia Raimunda: chapéus de alunos eram furtados e colocados em sua cabeça, velas eram postas em suas mãos e seu corpo era deixado "nas mais estranhas posições".

### Rapto da múmia

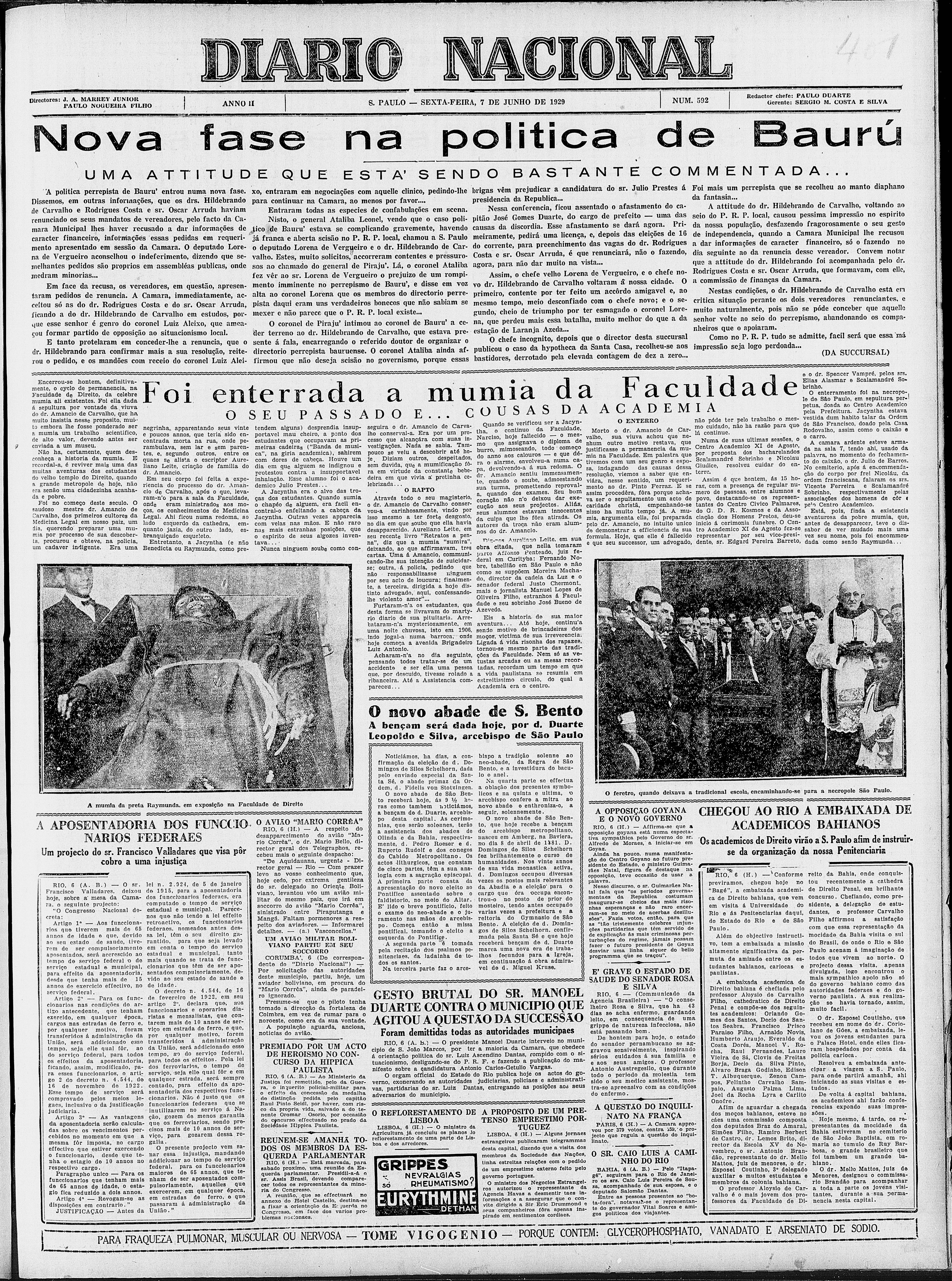
O enterro de Jacinta Maria de Santana foi noticiado na capa do Diário Nacional.

O vilipêndio mais famoso ficou conhecido como o "rapto da múmia". Numa noite chuvosa, em 3 de outubro de 1907, um grupo de estudantes, pretendendo livrar-se do mau cheiro que exalava, e simultaneamente fazer um trote, roubou a múmia do expositor onde estava guardada, atirando-a pela janela. O advogado, escritor e historiador Aureliano Leite, então aluno da Faculdade de Direito, descreve o episódio na sua obra "Retratos a penna": a múmia "sumira, deixando, ao que afirmavam, três cartas. Uma a Amâncio, comunicando-lhe sua intenção de suicidar-se; outra, à policia, pedindo que não responsabilizasse ninguém por seu ato de loucura; finalmente, a terceira, dirigida a hoje distinto advogado, aqui, confessando-lhe violento amor…". A múmia foi então jogada numa barroca, nas traseiras da Faculdade de Direito, nos Campos da Baronesa, onde atualmente começa a avenida Brigadeiro Luís Antônio. Ali foi achada no dia seguinte, causando grande comoção, pensando tratar-se de alguém que sofrera um acidente e, por descuido, tivesse rolado ribanceira abaixo, chegando a comparecer a Assistência Municipal. Verificando que não se tratava de um cadáver comum, tomaram-na por uma mulher negra assassinada e carbonizada, tendo sido chamada a Guarda Cívica, que inicialmente acreditou tratar-se efetivamente de um crime. Verificando tratar-se da múmia da Faculdade, um contínuo da instituição, que dera o alerta do roubo, envolveu-a numa capa, devolvendo-a à sua redoma.
Ao constatar o desaparecimento da múmia, Amâncio de Carvalho sofreu grande desgosto, ficando igualmente agastado ao saber do seu destino, prometendo castigar e reprovar a turma nos exames, o que acabou por não fazer. Estiveram envolvidos Afonso Penteado, juiz federal em Curitiba; Fernando Nobre, tabelião em São Paulo, o jornalista Manuel Lopes de Oliveira Filho, elemento estranho à Faculdade, e seu sobrinho José Bueno de Azevedo, nenhum deles aluno de Amâncio de Carvalho. Não obstante os envolvidos não serem seus alunos, Carvalho prometeu castigar a turma no final de ano, o que, segundo algumas fontes, não chegou a fazer, e segundo outras, resultou da negação de distinção mesmo aos mais destacados, entre os quais se contavam os políticos Adolfo e Vítor Konder, perdendo também a viagem de finalistas à Europa.
O episódio seria relatado no dia seguinte pelo Correio Paulistano, que o classificou como uma "magnífica pilhéria". O episódio foi relembrado durante décadas, sendo considerado o mais marcante da vida estudantil entre os bacharéis formados em 1907, como relatado no encontro comemorando o aniversário dos 50 anos da sua formatura, em dezembro de 1957.
Ao longo dos anos, muitas lendas foram criadas sobre a mulher cujo corpo fora mumificado: "Dizia-se que havia sido uma 'princesa ou rainha africana, trazida daquele continente como raridade'; uma 'preta cujo ofício era vender laranjas'; uma 'mulatinha órfã'; uma 'ex-escrava'; uma 'negrinha de vinte e poucos anos, encontrada morta na rua'; ou até mesmo a 'serviçal que durante anos seguidos foi empregada de Amâncio'". Após a remoção da múmia do espaço da Faculdade, e do seu sepultamento, Raimunda transformou-se num personagem fantasmagórico, surgindo boatos que diziam que o espírito de Raimunda assombrava os corredores da Faculdade.
Em 1931, a memória da "múmia Raimunda" continuava viva, sendo dada essa alcunha ao jogador de bola ao cesto José Vilhena, da Athletica, em virtude da sua magreza e pele tisnada. Segundo Lívia Maria Tiede, esse é um exemplo de reverberação sarcástica e maldosa da condição racial e de género da múmia, não sendo crível que fosse lançada tal alcunha a um jogador branco.

## Sepultamento
Após a morte de Amâncio de Carvalho, em 1928, a viúva, Emília da Silva Carvalho, considerando que não restavam motivos para a permanência da múmia na Faculdade, uma vez que havia sido preparada pelo marido com o único intuito de demonstrar a eficiência da sua fórmula de embalsamamento, e o seu sucessor no cargo, um advogado, não teria capacidade para a manter, solicitou o seu sepultamento. Emília via o sepultamento da múmia como ato de caridade cristã, mas também como um seu direito, alegando que a mesma não era propriedade da Faculdade, mas do seu defunto marido, que ali apenas a depositara para ilustração das suas aulas. Nesse sentido, enviou um pedido ao diretor da instituição, Antonio Januario Pinto Ferraz.

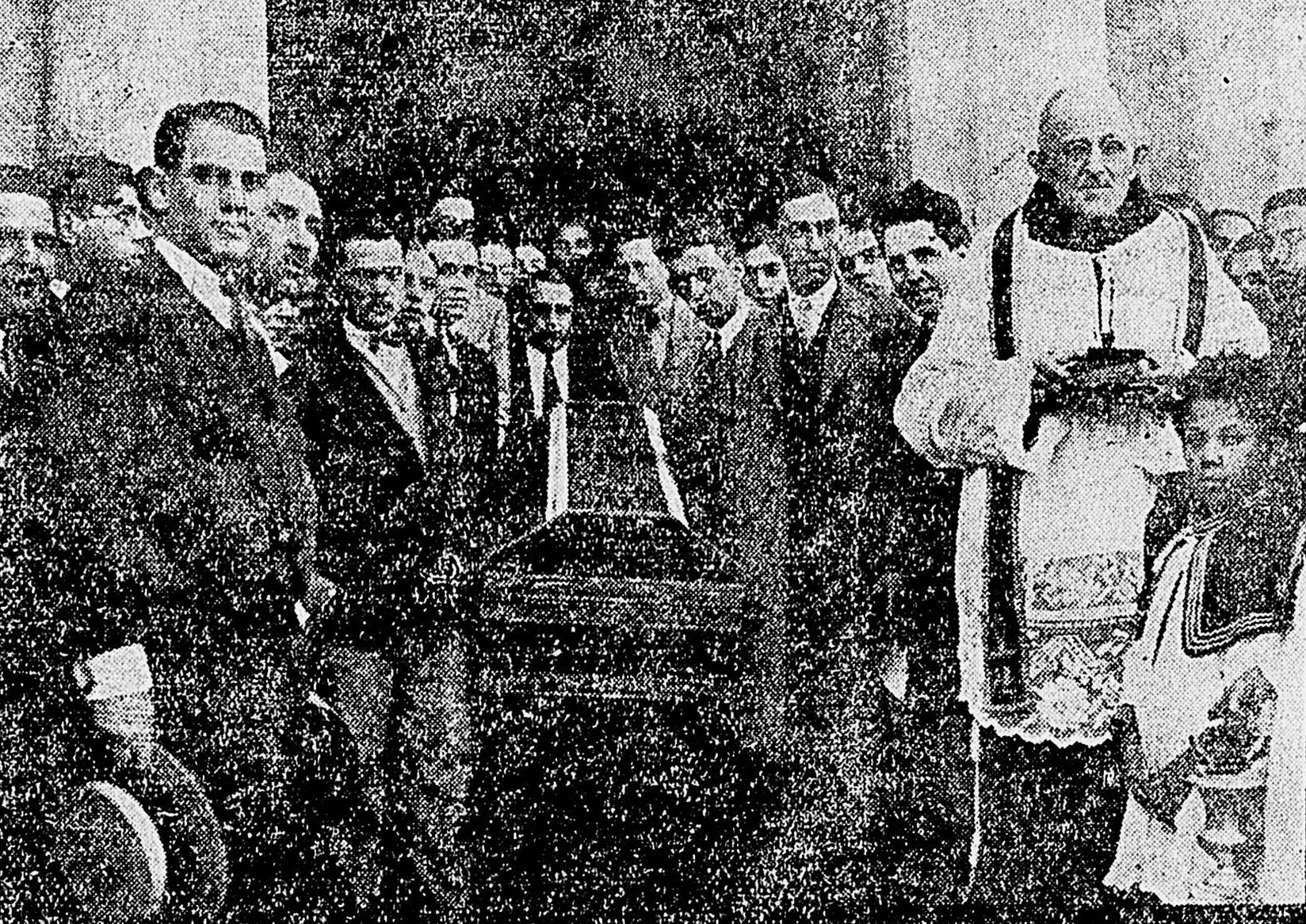
Entidades presentes no funeral de Jacinta, no momento em que a escolta deixou o féretro; à direita, frei Nicolau, que fez a encomendação

Após ponderações iniciais, por considerar-se a múmia um trabalho científico de alto valor, que deveria antes ser enviado a um museu, em junho de 1929, quase 30 anos após a morte de Jacinta, foi finalmente autorizado o seu sepultamento. Para o efeito, foi doada ao Centro Acadêmico pela Prefeitura Municipal uma sepultura perpétua no Cemitério São Paulo, no Bairro de Pinheiros, na zona oeste de São Paulo.
Segundo Lívia Maria Tiede, que descreve o ativista e jornalista Frederico Baptista de Souza como "um dos principais nomes da imprensa negra paulistana no início do século XX", este teria sido também uma das pessoas que atuou diretamente para garantir o enterro da múmia, tendo testemunhado a exposição da múmia durante o período em que trabalhou na Faculdade de Direito, entre 1900 e 1940.
O funeral ocorreu em 6 de junho de 1929. Pelo menos seis entidades negras compareceram ao enterro de Jacinta: a Associação dos Homens Pretos, o Centro Cívico Palmares, o Grêmio Dramático e Recreativo Kosmos, e a Sociedade dos Homens de Cor; e os jornais Clarim d’Alvorada e O Progresso. Frederico Baptista de Souza participou do sepultamento e publicou um artigo no jornal de resistência "O Clarim d'Alvorada" criticando a baixa adesão de negros à cerimônia.
O corpo de Jacinta foi vestido num hábito talar da Ordem de São Francisco, doado pela Casa Rodovalho, assim como o caixão e o carro. A câmara ardente foi armada na sala 7, tendo discursado, no momento do fechamento do caixão, o dr. Júlio de Barros. No cemitério, após a encomendação do corpo por frei Nicolau, da ordem franciscana, discursaram Vicente Ferreira, pelas associações dos homens de cor, e Scalamandré Sobrinho, pelo Centro Acadêmico.
O Diário Nacional publicou na primeira página uma extensa peça cobrindo o sepultamento, na qual se deu conta de um derradeiro aviltamento à memória de Jacinta. Na encomendação não fora usado o seu nome, mas o apelido pelo qual a múmia ficou conhecida: Raimunda.

O jornal O Estado publicou também uma pequena nota na edição do dia 7 de junho de 1929, aqui transcrita na grafia da época:
A mumia de Raymunda
S. Paulo, 6 (A. A.), — Realiza-s hoje á tarde o entêrro da mumia da negra Raymunda, que fôra serviçal do professor da Faculdade de Medicina Amancio de Carvalho.
A mumia achava-se numa caixa de vidro na sala principal da Faculdade; agora a familia do professor pediu que os academicos permitissem o seu entêrro.

## Redescoberta do caso
Em dezembro de 2020, o estudante Caio da Silva Prado publicou na Gazeta Arcadas, jornal discente da Faculdade de Direito do Largo de São Francisco, um artigo em memória da múmia Raimunda, baseado em dois artigos de jornal de abril e junho de 1929. A história ganhou maior espaço na mídia em 9 de abril de 2021, quando o site Ponte Jornalismo publicou reportagem intitulada Como a principal faculdade de direito do país violou o corpo de uma mulher negra por 30 anos, divulgando o estudo de Suzane Jardim, historiadora e mestranda em Ciências sociais, na Universidade Federal do ABC. Suzane afirma ter tomado conhecimento da história por acaso, ao ler um texto de 1929 acerca do enterro de uma "múmia" apelidada de Raimunda. Pesquisando em periódicos da época, como O Estado e O Diário Nacional, a historiadora constatou que o nome verdadeiro de Raimunda era Jacinta Maria de Santana. Segundo Suzane, nos jornais, esta era sempre retratada de forma extremamente racista. Sensibilizada pela crueldade narrada nesses textos, Suzane empenhou esforços em redescobrir a identidade dessa mulher e trazer novamente à tona a sua memória.
Ao buscar mais informações sobre a história, a equipe de reportagem da Ponte Jornalismo foi ao cemitério e ao arquivo histórico, descobrindo que o túmulo de Jacinta, embora documentado como em sepultura perpétua, já não se encontrava no Cemitério São Paulo. Os livros de registro do Cemitério São Paulo, que estão no Arquivo Histórico Municipal de São Paulo, não trazem o nome de Jacinta no dia 6 de junho de 1929 ou em datas seguintes. Segundo o setor administrativo do Cemitério, a Prefeitura Municipal realizou uma reforma na década de 1930: removeu os túmulos individuais para abrir espaço para mais mausoléus familiares, quando o corpo de Jacinta poderia ter sido descartado.

### Repercussão
No dia seguinte à publicação da reportagem da Ponte, em 10 de abril de 2021, o diretor da Faculdade de Direito da USP (FDUSP), Floriano de Azevedo Marques Neto, publicou um artigo intitulado Visitar a história, assumir o erro, permitir o futuro, no qual reconhece as atrocidades cometidas contra o corpo de Jacinta, afirmando que os repetidos atos desrespeitosos cometidos na instituição evidenciam o forte racismo da época, que ainda perdura. No texto, Floriano Neto também aponta que, até 2012, estudantes negros eram raros na Faculdade de Direito da USP, e que, até recentemente, ainda era comum que professores proferissem comentários racistas e sexistas em sala de aula, sem haver repreensão.
Em 10 de maio de 2021, por meio da Portaria GDI-09/2021, baixada por Floriano Neto, foi constituída uma comissão para apurar os fatos narrados por Suzane Jardim acerca dos maus-tratos ao corpo de Jacinta Maria de Santana, tendo professores e alunos da instituição como membros da referida comissão. No artigo segundo dessa portaria, foi fixado um prazo de 120 dias para a conclusão dos trabalhos da comissão, podendo esse período ser prorrogado. Um dos membros da comissão foi substituído pela Portaria GDI-14/2021, em 1 de julho de 2021. Em 1 de setembro de 2022, entrou em votação na Congregação da Faculdade de Direito da USP (FDUSP) o parecer da comissão criada em 10 de maio de 2021, pela Portaria GDI-09/2021. O documento isentou Amâncio de Carvalho e a universidade de qualquer culpa.

Sobre a placa de Amâncio de Carvalho foi colocado um adesivo com o nome de Jacinta Maria de Santana.

Depois da publicação da reportagem da Ponte, estudantes de direito da FDUSP se mobilizaram contra homenagens concedidas, no passado, a Amâncio de Carvalho, mumificador de Jacinta. Alunos da unidade entraram em contato com docentes e coletivos para dialogar sobre a renomeação da sala da instituição que leva o nome desse professor catedrático, que é a mesma onde Amâncio ministrava suas aulas de medicina legal e onde a múmia Raimunda ficou exposta por quase 30 anos. No dia 30 de março de 2023, a votação na Congregação da Faculdade de Direito da USP decidiu pela retirada da homenagem, aprovada quase por unanimidade (houve uma abstenção). A decisão apontou as providências a serem tomadas: retirada da placa com o nome de Amâncio e de seu quadro (serão enviados para o museu da FDUSP) e substituição por placa com a história que aconteceu na sala e a justificativa para a retirada da homenagem.
Amâncio também dá nome a uma rua da cidade de São Paulo, na Vila Mariana, zona sul da capital paulista,  homenagem que foi realizada pela Prefeitura Municipal em 1928, mesmo ano da morte de Amâncio. Em 11 de agosto de 2021, estudantes da Faculdade de Direito da Universidade de São Paulo fizeram uma intervenção política na cidade, colando nomes de personalidades negras em placas de rua que homenageiam pessoas com histórico racista e eugenista. Na ocasião, a rua Doutor Amâncio de Carvalho foi renomeada simbolicamente em sua placa, dando lugar à "rua Jacinta Maria de Santana", com a descrição: "Moradora de rua negra que teve seu corpo embalsamado, exposto como curiosidade científica e utilizado em trotes estudantis no Largo São Francisco". A intervenção foi simbólica e não alterou o nome oficial da via, que mantém o nome de Amâncio de Carvalho.